# 대한민국 상법 제366조
대한민국 상법 제366조는 소수주주에 의한 소집청구에 대한 상법 회사법의 조문이다.

## 조문
第366條 (少數株主에 依한 召集請求) ① 발행주식총수의 100분의 3 이상에 해당하는 주식을 가진 주주는 회의의 목적사항과 소집의 이유를 적은 서면 또는 전자문서를 이사회에 제출하여 임시총회의 소집을 청구할 수 있다.  <개정 2009.5.28.>
② 제1항의 청구가 있은 후 지체 없이 총회소집의 절차를 밟지 아니한 때에는 청구한 주주는 법원의 허가를 받아 총회를 소집할 수 있다. 이 경우 주주총회의 의장은 법원이 이해관계인의 청구나 직권으로 선임할 수 있다.  <개정 2011.4.14.>
③第1項 및 第2項의 規定에 依한 總會는 會社의 業務와 財産狀態를 調査하게 하기 爲하여 檢査人을 選任할 수 있다. <改正 1998.12.28.>